# 오리카사촌
오리카사촌(織笠村)은 1955년까지 이와테현 시모헤이군에 존속했던 촌이다. 현재의 야마다정 오리카사에 해당한다.

## 연혁
- 1889년 4월 1일 - 정촌제 시행과 함께 히가시헤이군 오리카사촌이 성립하였다.
- 1896년 3월 29일 - 히가시헤이군, 나카헤이군, 기타헤이군과 합병해 시모헤이군이 성립하여 시모헤이군 오리카사촌이 되었다.
- 1955년 3월 1일 - 야마다정, 후나코시촌, 오사와촌, 도요마네촌과 합병해, 새로운 야마다정이 형성하였다.

## 교통

### 철도
- 일본국유철도 야마다선

## 참고서적
- 『이와테현 정촌 합병지』(이와테현 총무부 지방과, 1957년)